# Zinella Volley Bologne
Pour les articles homonymes, voir Bologne (homonymie).
La Zinella, club de volley-ball de Bologne a été créée en 1972. Elle atteindra pour la première fois l'élite en 1982, en ayant gagné tous les matchs de deuxième division. Après des années de grands succès, l'équipe principale est transférée à Ferrare en 1998, et le volley bolonais est contraint de repartir de la quatrième division, du fait de l'acquisition du club d'Imola. La Zinella évolue actuellement en troisième division (série B1, groupe B).
Actuellement,

## Palmarès
- National
  - Coppa Italia : 1984
  - Championnat d'Italie : 1985
- Européen
  - Coupe des Coupes : 1987